# Superfruit
Superfruit és un terme comercial que a partir de l'any 2005 s'utilitza en la indústria de l'alimentació i es refereix als fruits o fruites que combinen una riquesa excepcional de nutrients i qualitats antioxidants amb un gust atractiu que pot estimular i fidelitzar els clients.
El concepte de superfruit no està definit segons criteris científics sinó de mercat. Aquesta categoria de superfruits es preveu que tingui una importància econòmica avaluada en 10 bilions de dòlars a tot el món l'any 2011. El concepte de superfruit deriva del de superaliment.

## Superfruits freqüentment mencionats
- Açaí (Euterpe oleracea), Brasil, Veneçuela.
- Nabiu (Cyanococcus) (Vaccinium myrtillus, Vaccinium angustifolium,Vaccinium corymbosum), Europa del Nord, Rússia, Canadà, Estats Units (Maine, Nova Jersey, Michigan), Xile.
- Nabiu de grua (Vaccinium macrocarpon) i gerdera silvestre (Vaccinium vitis-idaea), Europa, Rússia, Estats Units (Wisconsin, Massachusetts, Oregon, estat de Washington, Nova Jersey), Canadà (Quebec, Colúmbia Britànica), Xile.
- Goji (Lycium barbarum), Xina.
- Raïm (Vitis vinifera), parts de l'Àsia central, Europa (nativa), Estats Units (Califòrnia).
- mango (Mangifera indica), Índia, sud-est asiàtic, Oceania.
- Magrana (Punica granatum), Conca del Mediterrani, Estats Units (Califòrnia).
- Arç groc (Hippophae rhamnoides), Àsia, Europa.

Les pomes (Malus domestica), taronges (Citrus sinensis), tomàquets (Solanum lycopersicum) i fruits petits, com maduixes (Fragaria vesca), gerds (Rubus idaeus) i móres (Rubus ursinus) molt usats en gran nombre de productes, tenen molts dels criteris per a ser considerats superfruits, però a efectes comercials no són pas novetats que es vulgui promocionar i, per tant, no es consideren superfruits.